# Aristolochia ginzbergeri
Aristolochia ginzbergeri là một loài thực vật có hoa trong họ Aristolochiaceae. Loài này được Ahumada mô tả khoa học đầu tiên năm 1977.